# فرودگاه فوگیا «گینو لیسا»
فرودگاه فوگیا «گینو لیسا» (به انگلیسی: Foggia "Gino Lisa" Airport) (به زبان بومی: Aeroporto di Foggia "Gino Lisa") یک فرودگاه همگانی با کد یاتا FOG است که یک باند فرود بله دارد و طول باند آن آسفالت متر است. این فرودگاه در شهر فوجیا کشور ایتالیا قرار دارد و در ارتفاع ۸۱ متری از سطح دریا واقع شده است.